# 上條上杉家
上條上杉家（日语：／ Jōjōuesugike）是在室町時代出現的上杉氏支族。在江戶時代改為上杉姓，並成為旗本。別稱上條氏。
在日本戰國時代（室町時代），居城是上條城（現今新潟縣柏崎市）。

## 歷史

### 起源
在室町時代，越後國守護上杉房方的兒子上杉清方在上條城自稱上條上杉。清方在永享之亂後，代替引退的哥哥憲實擔任關東管領代行，並繼承山內上杉家，在結城合戰後，捕縛足利持氏的兒子春王丸、安王丸並將其護送至京都，清方在不久後死去（一説是因為自責而自殺）。清方的兒子房定成為越後守護，而清方的孫兒顯定則就任關東管領。上條家由清方的子孫存續。

### 衰退、斷絕、再興
在日本戰國時代初期，上杉定實被長尾為景擁立，並攻滅上杉房能、顯定並繼承越後守護。不過定實沒有繼嗣，於是打算從伊達氏中迎來養子，但是因為天文之亂而放棄，並由此斷絕。定實的實家上條家中，上條定憲引發的上條之亂廣為人知，在定憲之後，上條政繁繼承家督。
在上杉輝虎（後來繼承關東管領）的計畫下，政繁迎能登畠山氏（足利氏一門兼上杉家的外戚）的畠山義春為養子。政繁、義春在天正14年（1586年）期間從上杉家中出奔，義春回復畠山姓。上條上杉家由義春的次男上杉長員繼承，後來成為江戶幕府的旗本。最初的知行是1千4百9十石。
在上杉義陳時期，男系血統斷絶，於是從親戚兼高家畠山氏（義春的三男義真的血統）中，迎知義、以及伊予吉田藩伊達氏的義枝為養子。以後，以伊達政宗的長男秀宗的男系子孫的身份存續（另外，義枝的嫡男義壽的母親是知義的女兒，因此亦有義春的血脈）。

## 外部連結
- 武家家伝＿上条氏 （页面存档备份，存于）